# Osceola (Iowa)
Osceola ist eine Stadt (mit dem Status „City“) und Verwaltungssitz des Clarke County im US-amerikanischen Bundesstaat Iowa. Das U.S. Census Bureau hat bei der Volkszählung 2020 eine Einwohnerzahl von 5.415 ermittelt.

## Geografie
Osceola liegt im Süden Iowas auf 41°02′02″ nördlicher Breite und 93°45′56″ westlicher Länge. Das Stadtgebiet erstreckt sich über eine Fläche von 17,3 km².
Nachbarorte von Osceola sind Lucas (26,4 km östlich), Woodburn (16,6 km ostsüdöstlich), Weldon (18,4 km südsüdöstlich), Van Wert (21,3 km südlich), Murray (18,1 km westlich) und Truro (24,8 km nordnordwestlich).
Die nächstgelegenen größeren Städte sind Iowas Hauptstadt Des Moines (80,5 km nordnordöstlich), Cedar Rapids (256 km nordöstlich), Iowa City (255 km ostnordöstlich), Kansas City in Missouri (236 km südsüdwestlich), Nebraskas größte Stadt Omaha (214 km westlich) und Sioux City (353 km nordwestlich).

## Verkehr
Der Interstate Highway 35, der hier die kürzeste Verbindung von Des Moines nach Kansas City bildet, verläuft in Nord-Süd-Richtung durch den Westen von Osceola. Die U.S. Highways 34 und 69 kreuzen im Zentrum der Stadt. Alle weiteren Straßen sind untergeordnete Landstraßen, teils unbefestigte Fahrwege sowie innerörtliche Verbindungsstraßen.

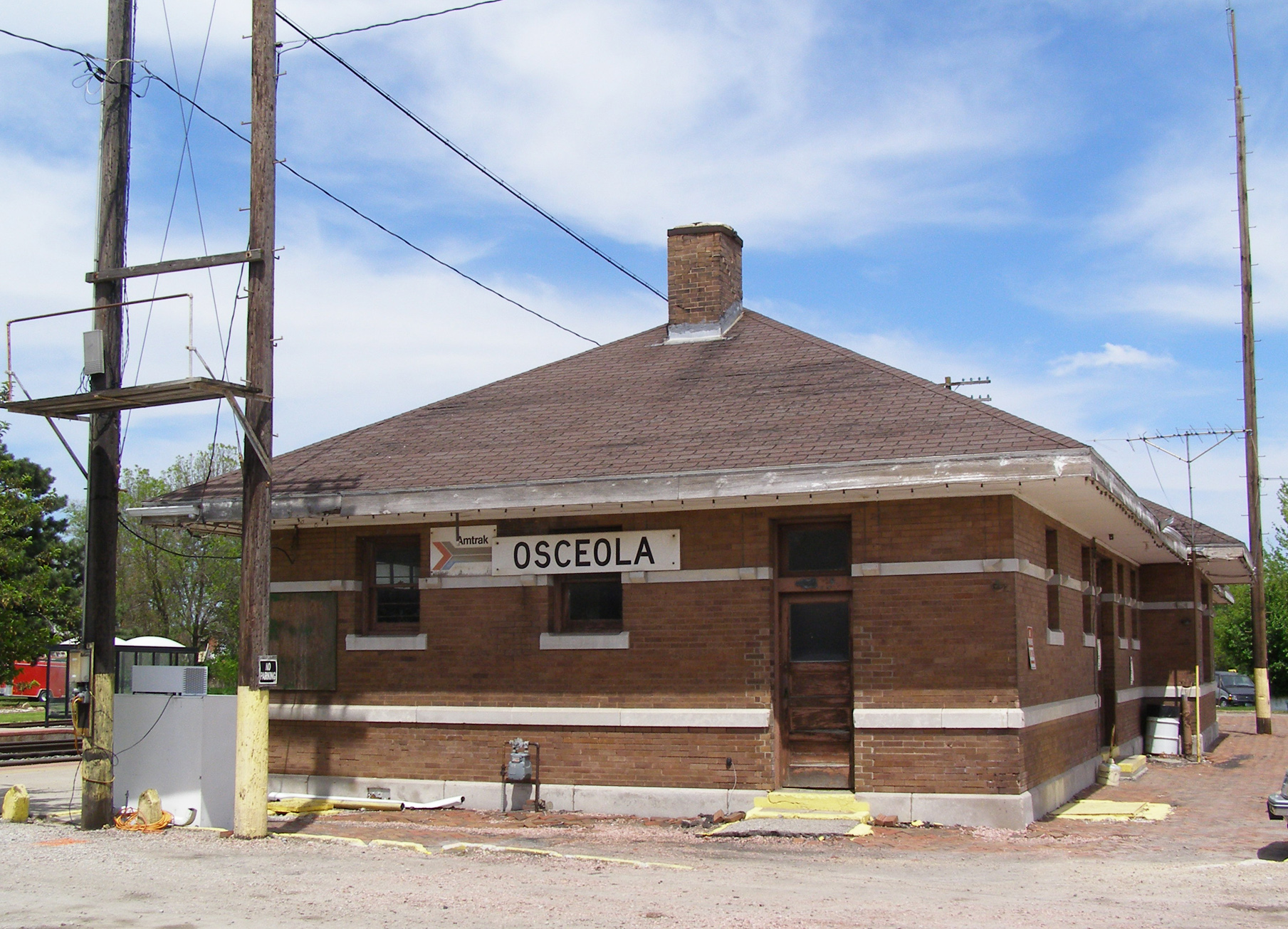
Die Amtrak-Station von Osceola

Eine Eisenbahnlinie für den Frachtverkehr der BNSF Railway führt in West-Ost-Richtung durch das Stadtgebiet von Osceola. Diese Strecke wird auch vom von Chicago nach San Francisco verkehrenden Fernzug California Zephyr von Amtrak genutzt, der hier eine Station unterhält.
Mit dem Osceola Municipal Airport befindet sich 9 km ostnordöstlich ein kleiner Flugplatz. Der nächste Verkehrsflughafen ist der Des Moines International Airport (70 km nördlich).

## Bevölkerung
Nach der Volkszählung im Jahr 2010 lebten in Osceola 4929 Menschen in 1974 Haushalten. Die Bevölkerungsdichte betrug 284,9 Einwohner pro Quadratkilometer. In den 1974 Haushalten lebten statistisch je 2,43 Personen.
Ethnisch betrachtet setzte sich die Bevölkerung zusammen aus 91,0 Prozent Weißen, 0,6 Prozent Afroamerikanern, 0,4 Prozent amerikanischen Ureinwohnern, 0,6 Prozent Asiaten, 0,1 Prozent Polynesiern sowie 6,2 Prozent aus anderen ethnischen Gruppen; 1,2 Prozent stammten von zwei oder mehr Ethnien ab. Unabhängig von der ethnischen Zugehörigkeit waren 17,6 Prozent der Bevölkerung spanischer oder lateinamerikanischer Abstammung.
26,1 Prozent der Bevölkerung waren unter 18 Jahre alt, 56,6 Prozent waren zwischen 18 und 64 und 17,3 Prozent waren 65 Jahre oder älter. 51,5 Prozent der Bevölkerung waren weiblich.
Das mittlere jährliche Einkommen eines Haushalts lag bei 39.415 USD. Das Pro-Kopf-Einkommen betrug 22.995 USD. 16,4 Prozent der Einwohner lebten unterhalb der Armutsgrenze.

## Bekannte Bewohner
- Benjamin C. Hilliard (1868–1951) – demokratischer Abgeordneter des US-Repräsentantenhauses (1915–1919) – geboren und aufgewachsen in Osceola
- Edgar Howard (1858–1951) – demokratischer Abgeordneter des US-Repräsentantenhauses (1923–1935) – geboren und aufgewachsen in Osceola
- Edwin S. Johnson (1857–1933) – demokratischer US-Senator von South Dakota (1915–1921) – aufgewachsen in Osceola
- Melvin O. McLaughlin (1876–1928) – republikanischer Abgeordneter des US-Repräsentantenhauses (1919–1927) – geboren in Osceola
- Lloyd Thurston (1880–1970) – republikanischer Abgeordneter des US-Repräsentantenhauses (1925–1939) – geboren, aufgewachsen und beigesetzt in Osceola